# Йылмаз, Мустафа (шахматист)
Мустафа́ Йылма́з (тур. Mustafa Yılmaz; род. 5 ноября 1992, Кастамону) — турецкий шахматист, гроссмейстер (2012). Чемпион Турции (2009 (самый молодой в истории), 2017, 2022). Многократный призёр сильных международных турниров.

## Карьера
Начал играть в шахматы в 7 лет. Ему помогала сестра Эзги Йылмаз — чемпионка Турции. Он посещал шахматные кружки в Мамаке, где его тренировала Кюбра Озтюрк.
В 2008 году был принял в сборную Турции и представлял страну на олимпиаде 2008 на 4-й доске. Был самым молодым игроком. В составе сборной Турции — участник других олимпиад: 2010, 2012, 2014, 2016, 2018, 2022, командных чемпионатов мира 2009 и 2017 и командных чемпионатов Европы 2011, 2013, 2015, 2019 и 2021 годов.
В 2011 году стал бронзовым призёром мемориала Кахрамана Ольгача.
В 2012 году занял 19-е место на чемпионате мира до 20 лет.
В 2017 году разделил 1-7 места на сильном опен-турнире в Дубае, по итогу стал серебряным призёром.
В 2018 году выиграл командный турнир Marmaris Physkos GM 2018 с отрвом в 1½ очка. Бронзовый призёр опена в Рейкьявике.
Участник чемпионатов мира по рапиду и блицу 2018, 2022 и чемпионатов Европы (2009—2019, 2021—2022). На чемпионате Европы 2022 занял 6-е место.
В 2019 году стал бронзовым призёром 2nd Longtou Cup 2019. На опен-турнире в Мерсине занял 4-е место.
Разделил 1-7 места на Gibraltar Masters 2020. На Аэрофлот Опен 2020 занял 9-е место.
Йылмаз прошёл гибридную квалфиикацию на чемпионате Европы и получил возможность участвовать в Кубке мира 2021. В первом раунде выиграл у Омара Ноамана, во втором уступил Айку Мартиросяну. Участник Sharjah Masters 2021 и Большой швейцарки ФИДЕ 2021.
В 2022 году стал победителем кубка Парламента Турции. Победитель высшей лиги чемпионата Турции.
Занял 2-е место на Tata Steel Challengers 2023.
Йылмаз хорошо выступил на Кубке мира 2023. Первые 2 раунда он уверненно выиграл у Читумбо Мвали и Эвондера Ляна. В третьем раунде проиграл на тай-брейке Фабиано Каруане, упустив шанс во второй классической партии.
После Кубка мира Йылмаз заработал бронзовую медаль на Клубном Кубке Европы и сыграл в Большой швейцарке ФИДЕ 2023 (проиграл только 1-й тур), после чего сильно увеличил рейтинг.